# Luis Aragón
Luis Aragón Martínez  Ejutla de Crespo, Oaxaca, 19 de agosto de 1919 - Ciudad de México, 26 de julio de 1973) fue un actor mexicano que trabajó en 117 películas durante la Época de Oro del Cine Mexicano.

## Biografía
Luis Aragón nació el 19 de agosto de 1919 en Ejutla de Crespo, Oaxaca. Desde los 12 años se trasladó en la Ciudad de México, donde su padre, Rodolfo Aragón, abandonó sus estudios para trabajar en oficios como carpintero, oficinista y escultor. Desde joven fue locutor en las Radio difusoras en la XEW. 
Inició su carrera cinematográfica en 1936 debutando con la cinta: Redes (1936), que también supuso el debut del director Emilio Gómez Muriel. Luego interpretó papeles secundarios o de reparto en películas como Vámonos con Pancho Villa, La Zandunga, Jesús de Nazareth, Historia de un gran amor, La virgen morena, La virgen que forjó una patria y Doña Bárbara entre otras. Su primera colaboración con Emilio Fernández sería Flor silvestre, donde ofrece una intensa interpretación del personaje del ogro junto a Pedro Armendáriz y Dolores del Río en María Candelaria.
En 1946 viaja a Cuba para filmar el largometraje de gran éxito Los cañones de San Juan película protagonizada por Arturo de Córdova y su compatriota Stella Inda. Muy pronto en 1947 Emilio Gómez Muriel le dio la oportunidad para sus primeros roles protagónicos: Los Esclavos del Paraíso y Los náufragos del mar. También apareció en títulos como Tania, la bella salvaje y Lola Casanova. Además fue nominado al premio Ariel por la cinta Río sangriento basada en la novela homónima de Albert Camus y en donde también participaría con la belleza sensual María Félix en La trepadora. En los años 50 participó en varias películas internacionales entre las que destacan producciones cubanas como La piel desnuda (1950) con Ninón Sevilla, Konga Negra, Danzón de baile (El Cielo de México), y Rosalía (1951) con la actriz Dolores del Río dirigida por Roberto Gavaldón, luego al lado de Arturo de Cordova, Silvia Pinal en Abismos de amor y con Sara Montiel e Irasema Dilián en La Rosa Blanca, Las noches de Bohemio, El Rincón de los Cerezos y La Virtud Negra. En 1953 obtuvo su primer Ariel en las películas Raíces y La red, con la actriz italiana Rossana Podestà que ganaría la Palma de Oro del Festival de Cannes. Ese mismo año comparte protagonismo con la sensual Rosa Carmina en Sandra, la mujer de fuego (1954), dirigida por Juan Orol. 
En Argentina filma Los libertinos (1954), adaptación de la novela de Rómulo Gallegos donde protagoniza junto a Zully Moreno, y en la que debuta también el director argentino Armando Bo. También llega a filmar en España, donde alcanzó otro éxito al protagonizar Ley fuga (1954): posteriormente llegaría una larga producción estadounidense, Two Gunmen Under The Horizon, protagonizada por John Wayne y Anthony Quinn y con Luis Buñuel en la película La mort en ce jardin película franco-mexicana (1956). Su último filme con Luis Buñuel fue Simón del desierto (1965). 
En ese mismo año de 1965 dirige una largometraje producción México-Cuba en la cinta internacional Los Asesinos del Río Tijuana en la cual resultó una ganar y obtener Festival Internacional de Cine de San Sebastián. Muy pronto en 1969 trabaja en la cinta en Hollywood The Wild Bunch, más conocida como Grupo salvaje y dirigida por Sam Peckinpah. 
Empezó a trabajar en telenovelas a principios en los años 70, entre las que destacan El carruaje y La tierra. A partir de los años 1970 hace cada vez personajes secundarios tuvo nominación en el cine fue el segmento de: Fe, esperanza y caridad (1974). También alternó con importantes cinematográficas como Emilio Fernández, Fanny Cano y Tere Velázquez.  
Falleció el 26 de julio de 1973 en la Ciudad de México debido a un ataque cardíaco.

## Trayectoria como actor

### Telenovelas
- Mi primer amor (1973)
- El carruaje (1972)
- La Constitución (1970)
- La cobarde (1962)

### Cine
- Santo y el águila real (1973)
- Santo contra los asesinos y otros mundos (1973)
- Aquellos años (1973)
- Indio (1972)
- Tacos al carbón (1972)
- Los indomables (1972)
- Santo contra la magia negra (1972)
- Manuel Saldívar el texano (1972)
- Los desalmados (1971)
- Santo contra la mafia del vicio (1971)
- Los corrompidos (1971)
- Río salvaje (1971)
- Todo el horizonte para morir (1971)
- Jesús nuestro señor (1971)
- Siempre hay una primera vez (1971)
- Las momias de Guanajuato (1970)
- El cuerpazo del delito (1970)
- Su precio…. unos dólares (1970)
- Faltas a la moral (1970)
- Las pirañas aman en cuaresma (1969)
- El mundo de los muertos (1969)
- Santos vs Los cazadores de cabezas (1969)
- Juan el desalmado (1969)
- Todo por nada (1969)
- El yaqui (1969)
- La puerta y la mujer del carnicero (1968)
- Una horca para el texano (1968)
- Los asesinos (1968)
- Santo el enmascarado de plata vs Los villanos del ring (1968)
- El tesoro de Atahualpa (1968)
- Alma grande en el desierto (1967)
- Crisol (1967)
- Los caifanes (1966)
- Arañas infernales (1966)
- El proceso de Cristo (1966)
- Tiempo de morir (1966)
- Simón del desierto (1965)
- Viento negro (1965)
- Aventura en el centro de la tierra (1965)
- Río hondo (1965)
- El río de las animas (1964)
- Duelo en el desierto (1964)
- El solitario (1964)
- Los hermanos muerte (1964)
- Museo del horror (1964)
- La edad de la violencia (1964)
- Santo en el museo de cera (1963)
- Santo en el hotel de la muerte (1963)
- La risa de la ciudad (1963)
- Secuestro en Acapulco (1963)
- Los Bravos de California (1963)
- Los pistoleros (1962)
- Tlayucan  (1962)
- Asesinos de la lucha libre (1962)
- Cazadores de cabezas (1962)
- Camino a la horca (1962)
- Los hermanos del hierro (1961)
- Una bala es mi testigo (1960)
- Los diablos del terror (1959)
- Misterios de ultratumba (1959)
- La estrella vacía (1958)
- Piernas de oro (1958)
- La tijera de oro (1958)
- La tumba (1957)
- La sombra del otro (1957)
- Secuestro diabólico (1957)
- La doncella de piedra (1956)
- El camino de la vida (1956)
- La mort en ce jardin (1956) (coproducción Franco- Mexicana)
- La Sombra Blanca
- Tierra fuga (1954) (coproducción México- España)
- Los libertinos (1954) (coproducción México- Argentina)
- Sandra, la mujer de fuego (1954) (coproducción México- Cuba)
- La diosa de Tahití (Los chacales de la Isla Verde)  (1953)
- La red (1953)
- Raíces (1953)
- El Rincón de los cerezos (1953)
- Luz en el páramo (1953)
- Fiebre del deseo  (1953)
- Luz en el páramo (1953)
- Las noches de Bohemio (1953)
- Dos almas y un amor (1952)
- Delirio tropical (1952)
- Rosalba (1952)
- Carita de Luna (1952)
- Sígueme corazón  (1952)
- La Sibareña, Fuego en la luz (1952)
- La sospecha (1952)
- Casa de matrimonios (1951)
- Armiño Negro (1951)
- El signo de la carne (1951)
- Mujeres de teatro (1951)
- El infierno de los pobres (1951)
- Nosotras las sirvientas (1951)
- Rosalia (1950) (coproducción México-Cuba)
- Konga Negra (1950)
- Danzón de baile (El Cielo de México) (1950)
- El Precio de la vida (1950)
- La Recogida  (1950)
- El Cielo de los pobres (1950)
- Abismos de Amor (1950)
- La piel desnuda (1950)
- Cruz de amor (1950)
- Armiño negro (1950)
- Lágrimas amargas (1949)
- Una luz en el camino (1949)
- Ladronzuela (1949)
- La trepadora (1949)
- Un cuerpo de mujer  (1949)
- Flor de canela (1949)
- Muralla Roja  (1949)
- La Araña Negra (1949)
- Pobre negro (1949)
- La última noche (1948)
- La mujer del otro (1948)
- La hermana impura (1948)
- Barrio de pasiones (1948)
- Tania, la bella salvaje (1948)
- El Intruso (1948)
- La peste (1948)
- La Isla del tesoro (1948)
- La Rebelión de La Sierra (1947)
- Río Sangriento (1947)
- Los Esclavos del paraíso (1947)
- Los Náufragos del Mar (1947)
- Los cañones de San Juan (1946)
- Maria Candelaria (1944)
- Jesús de Nazareth  (1942)
- La virgen que forjó una patria (1942)
- Redes (1936)

## Reconocimientos

### Premios Ariel
| Año  | Categoría    | Película    | Resultado |
| ---- | ------------ | ----------- | --------- |
| 1949 | Mejor Actor  | La peste    | Nominado  |
| 1950 | Mejor actor  | Raíces      | Ganador   |
| 1997 | Ariel de Oro | Trayectoria | Ganador   |